# Діну Пескаріу
Діну Пескаріу (нар. 12 квітня 1974) — колишній румунський тенісист.
Найвищу одиночну позицію світового рейтингу — 75 місце досяг 8 червня 1998, парну — 114 місце — 13 жовтня 1997 року.
Здобув 9 одиночних та 1 парний титул.
Найвищим досягненням на турнірах Великого шолома було 2 коло в одиночному та парному розрядах.

## Фінали турнірів ATP за кар'єру

### Парний розряд: 3 (1–2)
| Легенда                         |
| ------------------------------- |
| Турніри Великого шолома (0–0)   |
| Фінали Світового туру ATP (0–0) |
| Серія Мастерс ATP (0–0)         |
| Серія турнірів ATP Gold (0–0)   |
| Світова серія ATP (1–2)         |

| Фінали за покриттям |
| ------------------- |
| Тверде (0–0)        |
| Ґрунт (1–2)         |
| Трава (0–0)         |
| Килим (0–0)         |

| Фінали за типом корту |
| --------------------- |
| Відкритий (1–2)       |
| Закритий (0–0)        |

| Результат | В-П | Дата     | Турнір                                          | Рівень        | Покриття | Партнер           | Суперники                         | Рахунок  |
| --------- | --- | -------- | ----------------------------------------------- | ------------- | -------- | ----------------- | --------------------------------- | -------- |
| Поразка   | 0–1 | Лис 1996 | Сантьяго, Чилі                                  | Світова серія | Ґрунт    | Альберт Портас    | Густаво Куертен Фернандо Мелігені | 4–6, 2–6 |
| Перемога  | 1–1 | Лип 1997 | Відкритий чемпіонат Хорватії з тенісу, Хорватія | Світова серія | Ґрунт    | Давіде Сангінетті | Домінік Грбатий Кароль Кучера     | 7–6, 6–4 |
| Поразка   | 1–2 | Вер 1998 | Бухарест, Румунія                               | Світова серія | Ґрунт    | Георге Косак      | Андрей Павел Габріель Тріфу       | 6–7, 6–7 |

## Часовий графік результатів
| W | Ф | ПФ | ЧФ | #Р | КТ | К# | DNQ | A | NH |

### Одиночний розряд
| Турніри Великого шлему                 |     |     |     |     |     |     |     |     |     |     |        |      |     |
| Відкритий чемпіонат Австралії з тенісу |     |     |     |     |     |     | 1р  | 1р  | 1р  | К1р | 0 / 3  | 0–3  | 0%  |
| Відкритий чемпіонат Франції з тенісу   | 2р  |     |     |     |     | К3р | К1р | 1р  | 1р  |     | 0 / 3  | 1–3  | 25% |
| Вімблдонський турнір                   |     |     |     |     |     |     | 1р  | 2р  | 1р  |     | 0 / 3  | 1–3  | 25% |
| Відкритий чемпіонат США з тенісу       |     |     | К2р |     |     |     | 2р  | 1р  |     |     | 0 / 2  | 1–2  | 33% |
| В-П                                    | 1–1 | 0–0 | 0–0 | 0–0 | 0–0 | 0–0 | 1–3 | 1–4 | 0–3 | 0–0 | 0 / 11 | 3–11 | 21% |
| Серія Мастерс ATP                      |     |     |     |     |     |     |     |     |     |     |        |      |     |
| Індіан-Веллс                           |     |     |     | К1р |     | К1р |     | К1р |     |     | 0 / 0  | 0–0  | –   |
| Монте-Карло                            | 2р  |     |     | К2р |     |     |     | К1р | 2р  |     | 0 / 2  | 2–2  | 50% |
| Гамбург                                |     |     |     |     |     |     | К2р |     |     |     | 0 / 0  | 0–0  | –   |
| Рим                                    |     |     | К2р |     | К3р |     |     |     |     |     | 0 / 0  | 0–0  | –   |
| Париж                                  |     |     | К1р |     |     |     |     |     |     |     | 0 / 0  | 0–0  | –   |
| В-П                                    | 1–1 | 0–0 | 0–0 | 0–0 | 0–0 | 0–0 | 0–0 | 0–0 | 1–1 | 0–0 | 0 / 2  | 2–2  | 50% |

## Фінали ATP Челленджер і ITF Ф'ючерс

### Одиночний розряд: 14 (9–5)
| Легенда              |
| -------------------- |
| ATP Челленджер (9–5) |
| ITF Ф'ючерс (0–0)    |

| Фінали за покриттям |
| ------------------- |
| Тверде (1–0)        |
| Ґрунт (8–5)         |
| Трава (0–0)         |
| Килим (0–0)         |

| Результат | В-П | Дата     | Турнір                    | Рівень     | Покриття | Суперник           | Рахунок       |
| --------- | --- | -------- | ------------------------- | ---------- | -------- | ------------------ | ------------- |
| Поразка   | 0–1 | Сер 1991 | Женева, Швейцарія         | Челленджер | Ґрунт    | Маркос Горріс      | 3–6, 2–6      |
| Поразка   | 0–2 | Чер 1993 | Кошиці, Словаччина        | Челленджер | Ґрунт    | Давід Рікл         | 6–7, 7–5, 3–6 |
| Перемога  | 1–2 | Чер 1995 | Вайден, Німеччина         | Челленджер | Ґрунт    | Ларс Бургсмюллер   | 6–4, 6–2      |
| Перемога  | 2–2 | Лис 1995 | Пекін, КНР                | Челленджер | Тверде   | Жоао Кунья е Сілва | 3–6, 6–2, 6–3 |
| Перемога  | 3–2 | Вер 1996 | Брашов, Румунія           | Челленджер | Ґрунт    | Резван Сабиу       | 4–6, 6–2, 6–3 |
| Перемога  | 4–2 | Кві 1997 | Неаполь, Італія           | Челленджер | Ґрунт    | Олівер Гросс       | 6–4, 6–2      |
| Перемога  | 5–2 | Кві 1997 | Спліт, Хорватія           | Челленджер | Ґрунт    | Хуан Антоніо Марін | 3–6, 6–2, 6–1 |
| Перемога  | 6–2 | Лип 1997 | Ульм, Німеччина           | Челленджер | Ґрунт    | Штефан Коубек      | 7–5, 6–1      |
| Поразка   | 6–3 | Лип 1997 | Брашов, Румунія           | Челленджер | Ґрунт    | Йонуц Молдован     | 2–6, 4–6      |
| Перемога  | 7–3 | Вер 1997 | Единбург, Велика Британія | Челленджер | Ґрунт    | Андреа Гауденці    | 4–6, 7–5, 6–1 |
| Перемога  | 8–3 | Тра 1998 | Любляна, Словенія         | Челленджер | Ґрунт    | Адріан Войня       | 7–6, 2–6, 6–3 |
| Поразка   | 8–4 | Лип 1998 | Ульм, Німеччина           | Челленджер | Ґрунт    | Юнес Ель-Айнауї    | 4–6, 3–6      |
| Перемога  | 9–4 | Вер 1998 | Брашов, Румунія           | Челленджер | Ґрунт    | Томас Ларсен       | 6–3, 3–6, 6–2 |
| Поразка   | 9–5 | Тра 1999 | Любляна, Словенія         | Челленджер | Ґрунт    | Володимир Волчков  | 5–7, 7–6, 4–6 |

### Парний розряд: 11 (5–6)
| Легенда              |
| -------------------- |
| ATP Челленджер (4–6) |
| ITF Ф'ючерс (1–0)    |

| Фінали за покриттям |
| ------------------- |
| Тверде (0–1)        |
| Ґрунт (5–5)         |
| Трава (0–0)         |
| Килим (0–0)         |

| Результат | В-П | Дата     | Турнір                | Рівень     | Покриття | Партнер             | Суперники                      | Рахунок            |
| --------- | --- | -------- | --------------------- | ---------- | -------- | ------------------- | ------------------------------ | ------------------ |
| Поразка   | 0–1 | Сер 1993 | Стамбул, Туреччина    | Челленджер | Тверде   | Майлс Маклаган      | Жан-Філіпп Флер'ян Роджер Сміт | 6–7, 3–6           |
| Перемога  | 1–1 | Вер 1996 | Брашов, Румунія       | Челленджер | Ґрунт    | Георге Косак        | Маріано Худ Мартін Родрігес    | 7–6, 6–1           |
| Перемога  | 2–1 | Кві 1997 | Спліт, Хорватія       | Челленджер | Ґрунт    | Девін Бовен         | Трей Філліпс Давід Родіті      | 7–6, 6–3           |
| Поразка   | 2–2 | Лип 1997 | Брашов, Румунія       | Челленджер | Ґрунт    | Йонуц Молдован      | Георге Косак Майлс Маклаган    | 4–6, 6–7           |
| Поразка   | 2–3 | Жов 1997 | Барселона, Іспанія    | Челленджер | Ґрунт    | Давіде Сангінетті   | Тамер Ель-Саві Нуно Маркес     | 1–6, 2–6           |
| Перемога  | 3–3 | Сер 1998 | Ґрац, Австрія         | Челленджер | Ґрунт    | Альберт Портас      | Небойша Джорджевич Лен Бейл    | 6–3, 6–4           |
| Перемога  | 4–3 | Чер 1999 | Простейов, Чехія      | Челленджер | Ґрунт    | Ерік Тайно          | Девін Бовен Еял Ран            | 6–3, 6–3           |
| Поразка   | 4–4 | Вер 1999 | Брашов, Румунія       | Челленджер | Ґрунт    | Георге Косак        | Андрей Павел Габріель Тріфу    | 2–6, 2–6           |
| Поразка   | 4–5 | Кві 2000 | Барлетта, Італія      | Челленджер | Ґрунт    | Вінченцо Сантопадре | Петр Ковачка Павел Курднач     | 7–6(7–4), 2–6, 0–6 |
| Поразка   | 4–6 | Тра 2000 | Будапешт, Угорщина    | Челленджер | Ґрунт    | Іраклій Лабадзе     | Сімада Томас Майлз Вейкфілд    | 2–6, 6–3, 3–6      |
| Перемога  | 5–6 | Чер 2003 | Румунія F1A, Бухарест | Ф'ючерс    | Ґрунт    | Йонуц Молдован      | Габр'єл Морару Андрей Млендя   | 2–6, 6–4, 6–1      |